# Bataille de la Moskova
Pour les articles homonymes, voir Bataille de Borodino.
 (décembre 2020).
Sixième Coalition
Batailles
Campagne de Russie (1812)
- Liste des batailles
- Mir
- Moguilev
- Ostrovno
- Vitebsk
- Kliastitsy
- Smolensk
- 1re Polotsk
- Valoutina Gora
- Moskova
- Moscou
- Winkowo
- 2e Polotsk
- Maloïaroslavets
- Gorodnia
- Czaśniki
- Viazma
- Smoliani
- Krasnoï
- Bérézina

Campagne d'Allemagne (1813)
- Dantzig
- Lunebourg
- Möckern
- Lützen
- Bautzen
- Reichenbach
- Haynau
- Luckau
- Hoyerswerda
- Lauenbourg
- Goldberg
- Gross Beeren
- Katzbach
- Dresde
- Kulm
- Dennewitz
- Peterswalde
- Liebertwolkwitz
- Leipzig
- Hanau
- Sehested
- Torgau
- Hambourg

Campagne de France (1814)
- Sainte-Croix-en-Plaine
- Besançon
- Mayence
- Metz
- Saint-Avold
- 1re Saint-Dizier
- Brienne
- La Rothière
- Campagne des Six-Jours (Champaubert
- Montmirail
- Château-Thierry
- Vauchamps)
- Mormant
- Montereau
- Bar-sur-Aube
- Saint-Julien
- Laubressel
- Berry-au-Bac
- Craonne
- Coutures
- Laon
- Soissons
- Mâcon
- Reims
- Saint-Georges-de-Reneins
- Limonest
- Arcis-sur-Aube
- Fère-Champenoise
- 2e Saint-Dizier
- Meaux
- Claye
- Villeparisis
- Paris

- Feistritz
- Caldiero (en)
- Trieste
- Mincio

- Hoogstraten (de)
- Anvers
- Berg-op-Zoom
- Courtrai

La bataille de la Moskova, bataille de la Moskowa ou bataille de Borodino (en russe : Бородинское сражение, Borodinskoïé srajénié) est une bataille opposant la Grande Armée commandée par Napoléon Ier à l’armée impériale russe menée par le Feldmarschall Mikhaïl Koutouzov. Elle a lieu le 7 septembre 1812 (26 août a.s.) à proximité du village de Borodino, à 125 kilomètres de Moscou. Le nom de Moskova, plus évocateur que celui de Borodino, est choisi par Napoléon pour désigner cette bataille, et fait référence à la rivière qui coule à plusieurs kilomètres du champ de bataille et non au lieu où se déroulèrent les combats.
Qualifiée de « bataille des géants », elle est la plus importante et la plus sanglante bataille de la campagne de Russie, impliquant plus de 250 000 hommes pour des pertes estimées à 70 000 hommes.
Depuis son entrée sur le territoire russe, Napoléon souhaite engager une bataille décisive face à un ennemi qui ne cesse de se dérober. Cette campagne qu'il entreprend comme une guerre purement politique nécessite une victoire éclatante afin d’obliger le tsar Alexandre Ier à demander la paix et à conclure un nouveau traité d'alliance favorable à la France et à sa stratégie de blocus continental. Côté russe, le tsar, faisant face à des dissensions entre ses généraux quant à la stratégie à adopter, nomme Koutouzov commandant en chef de ses armées le 18 août. Ce dernier, après avoir laissé la Grande Armée s'approcher de Moscou sous les harcèlements incessants des cosaques, se décide enfin, aux portes de celle-ci, à fortifier ses positions et à livrer bataille.
Au cours de cette confrontation, les Français réussissent à s’emparer des principales fortifications russes, dont la redoute Raïevski et les « flèches » défendues par le général Piotr Bagration, qui est blessé mortellement lors de l’assaut (il décèdera le 24 septembre 1812). La victoire est française dans la mesure où Napoléon contraint les forces russes à battre en retraite et s’ouvre la voie vers Moscou. Les pertes de chaque côté sont immenses (environ 30 000 soldats français tués ou blessés pour 45 000 côté russe) et bien que fortement réduite, l’armée russe qui dispose de réserves peut encore représenter une menace. Ainsi, Koutouzov, de manière controversée (il n'a pas réussi à bloquer la route de Moscou et a perdu plus d'hommes que Napoléon en évitant cependant l'enveloppement de son armée), affirme qu'il a triomphé de l'ennemi à Borodino, le nom russe de la bataille.
Les Français font leur entrée dans Moscou une semaine plus tard, le 14 septembre, et y resteront jusqu'au 19 octobre, jour où commence le retour, bientôt désastreux, de la Grande Armée.

## Contexte

### La marche vers Moscou
Pour un article plus général, voir Campagne de Russie.
La Grande Armée commence l’invasion de la Russie en juin 1812. Les forces russes, initialement massées le long de la frontière polonaise, reculent devant les Français en appliquant la politique de la terre brûlée selon la tactique de Michel Barclay de Tolly, le commandant en chef de l’armée russe. Ce dernier a bien tenté d’établir une ligne défensive solide face à la Grande Armée, mais ses efforts sont à chaque fois ruinés par la rapidité de l’avance française.
Napoléon marche sur Moscou à partir de Vitebsk. La Grande Armée est cependant mal préparée pour une campagne terrestre prolongée. En effet, sa base logistique la plus proche est Kovno, située à 925 kilomètres de Moscou, et le dépôt de ravitaillement de Smolensk est situé à 430 km de la capitale russe. Les lignes d’approvisionnement françaises sont donc particulièrement vulnérables aux attaques des partisans russes. Néanmoins, l’envie d’une bataille décisive pousse Napoléon à passer à l’action.
Pendant ce temps, les conflits entre les subordonnés de Barclay empêchent les Russes d’établir une stratégie commune. La politique de terre brûlée de Barclay est perçue comme une réticence à combattre. Alexandre Ier, lassé de cette stratégie, nomme un nouveau commandant en chef russe le 29 août : le prince Mikhaïl Koutouzov. Ce dernier n’est pas considéré par ses contemporains comme l’égal de Napoléon, mais il est cependant préféré à Barclay car il est ethniquement russe (contrairement à Barclay qui a des origines écossaises), et est très populaire dans l’entourage du tsar.
Koutouzov attend cependant que les Français, dont les forces comptent aussi d'importants contingents étrangers, soient à 125 km de Moscou pour accepter la bataille. Le 30 août, il ordonne une nouvelle retraite à Gjatsk. Le rapport de force reste à l’avantage des Français, mais il est désormais de cinq contre quatre au lieu de trois contre un auparavant. Koutouzov établit alors sa ligne défensive dans une zone facile à défendre, près du village de Borodino. À partir du 3 septembre, Koutouzov renforce la position avec des travaux de terrassements, notamment la redoute Raïevski dans le centre droit russe et les « flèches » de Bagration sur la gauche.

### La bataille de Chevardino

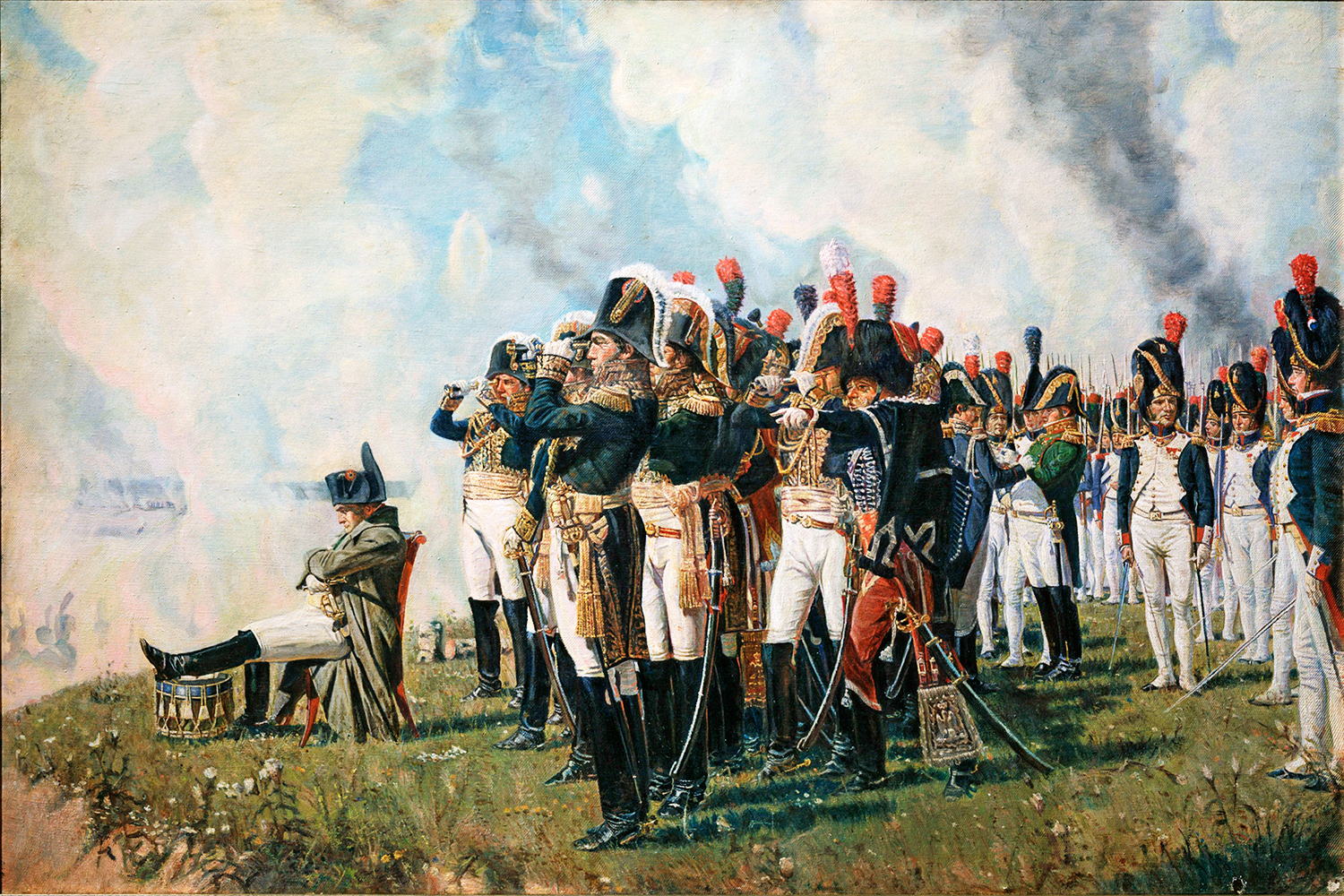
Napoléon près de Borodino, peinture de Vassili Verechtchaguine, 1897.

L’armée russe est disposée au sud de la route de Smolensk, sur laquelle la Grande Armée progresse. Érigée sur une butte, la redoute de Chevardino, située près du village du même nom, constitue la gauche russe. Voulant percer la ligne défensive russe, les Français prennent position au sud et à l’ouest du village après un bref mais sanglant prélude à la bataille principale.
L’affrontement proprement dit débute le 5 septembre, quand la cavalerie française du maréchal Joachim Murat rencontre celle du comte russe Konovnitsyne. La furieuse mêlée qui s’ensuit tourne à l’avantage des Français et les Russes battent en retraite lorsque leur flanc gauche est menacé. Le 6 septembre, les hostilités reprennent, mais Konovnitsyne doit retraiter à nouveau lorsque le 4e corps d’armée du prince Eugène de Beauharnais renforce Murat et menace le flanc russe. Les Russes se replient sur la redoute de Chevardino à proximité de laquelle se trouve le général Gortchakov avec 11 000 hommes et 46 pièces d’artillerie.
Murat donne l’ordre aux 1er et 2e corps de cavalerie, respectivement commandés par les généraux Nansouty et Montbrun, d’attaquer la redoute. Ils sont soutenus par la division Compans et le premier corps d’infanterie du maréchal Davout. Au même moment, l’infanterie de Poniatowski attaque la redoute par le sud. Les Français, repoussés à deux reprises par les fantassins de Neverovski, finissent par s’emparer de la redoute en perdant 4 000 hommes, contre 7 000 Russes. L’avance inattendue des Français plonge les Russes dans le désarroi. L’effondrement de leur flanc gauche les contraint à ériger une position défensive de fortune autour du village d’Outitsa.

## Forces en présence

### Armée russe
L’armée russe aligne, de gauche à droite, les corps de Toutchkov, de Borozdine, de Raïevski, de Dokhtourov, d’Ostermann, et de Baggovout. Le corps du grand-duc Constantin forme la réserve russe. Les éléments de cavalerie russes sont commandés par Silvers, Pahlen, Kork, Platov et Ouvarov. L’aile gauche est commandée par Bagration, l’aile droite par Barclay de Tolly, qui appuient leurs lignes défensives sur un système de redoutes. La plus importante, la redoute Raïevski, au centre avec dix-huit canons, est prolongée au sud par trois autres retranchements : les « flèches » de Bagration. Les forces russes présentes le jour de la bataille comprennent au total 180 bataillons d’infanterie, 164 escadrons de cavalerie, vingt régiments de cosaques et 55 batteries d’artillerie, soit 640 canons. Au total, les Russes ont engagé 103 800 hommes. Toutefois, 7 000 cosaques, ainsi que 10 000 miliciens russes présents ce jour-là n’ont pas servi dans la bataille.
L'armée russe bénéficie d'un avantage important, étant donné qu'elle est retranchée dans diverses redoutes.

### Grande Armée
Positionnée près de Chevardino, à 2,5 km des lignes russes, la Grande Armée dispose, de gauche à droite, des corps d’Eugène de Beauharnais, de Ney et de Davout, appuyés au sud par l’infanterie de Poniatowski et les forces de cavalerie de Nansouty, de Montbrun et de La Tour-Maubourg. La Garde impériale et les corps de Junot, de Grouchy et de Murat constituent la réserve. La Grande Armée comprend 214 bataillons d’infanterie, 317 escadrons de cavalerie et 587 pièces d’artillerie pour un total de 124 000 soldats. Cependant, la Garde impériale, qui dispose de 109 canons et qui comprend trente bataillons d’infanterie et vingt-sept escadrons de cavalerie pour un total de 18 500 hommes, n’a pas été engagée dans la bataille.

## Déroulement

### Les flèches

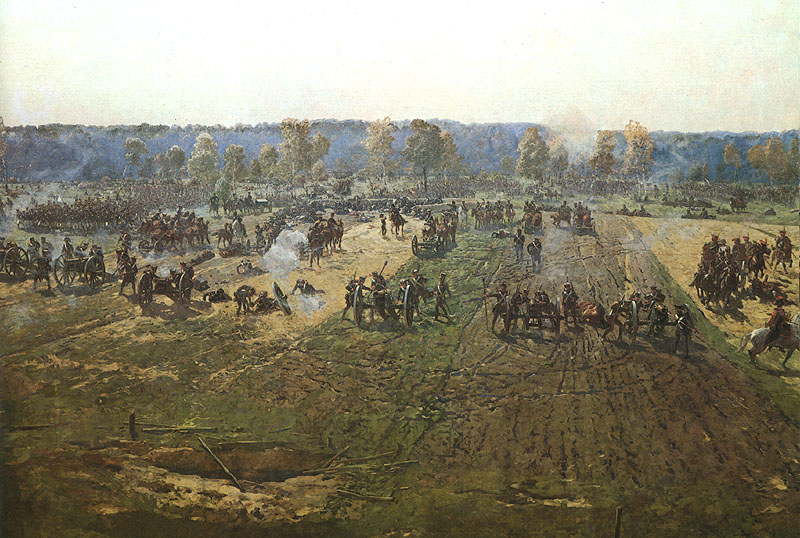
L’artillerie du général Friant canonne les flèches de Bagration. Détail du Panorama de Borodino.

La veille au soir, la 2e division générale de grenadiers commandée par le général Vorontsov prend position dans les flèches. La bataille commence à 6 h du matin par une préparation d’artillerie contre le centre russe, menée par 102 canons. Mais les Français perdent ensuite un temps précieux à les déplacer, car ils sont trop loin des lignes russes. Davout donne l’ordre aux divisions Compans et Dessaix d’attaquer la flèche située la plus au sud. Canonnés par l’artillerie russe, Compans et Dessaix sont blessés, mais les Français parviennent à avancer. Voyant la confusion, Davout dirige alors personnellement la 57e brigade, jusqu’au moment où son cheval est abattu. Davout tombe si lourdement qu’il est signalé mort au général Sorbier. Le général Rapp est envoyé sur place pour le remplacer, mais Davout est vivant et toujours à la tête de la 57e brigade. Rapp prend alors la tête de la 61e brigade avant d’être blessé pour la vingt-deuxième fois de sa carrière. À 7 h, Napoléon engage les corps de Ney puis de Junot pour venir en aide à Davout ; ce dernier conquiert enfin les trois flèches vers 7 h 30. Mais les Français sont repoussés par une contre-attaque russe menée par Bagration avec la 27e division d’infanterie de Neverovski, les hussards d'Akhtyrski et les dragons de Novorossiisk (ru). Ney relance un assaut contre les flèches, et parvient à les reprendre vers 10 h. Barclay envoie alors trois régiments de la Garde, huit bataillons de grenadiers et vingt-quatre canons sous le commandement de Baggovout pour renforcer le village de Semionovskoïe (ru), au nord des flèches. Le retour offensif de Baggovout déloge les Français des flèches, mais Ney les reprend à nouveau à 11 h. Le maréchal en est de nouveau chassé, mais il conquiert définitivement la position vers 11 h 30. Napoléon hésite à engager la Garde impériale qui constitue sa dernière réserve, si loin de France.

### La redoute Raïevski

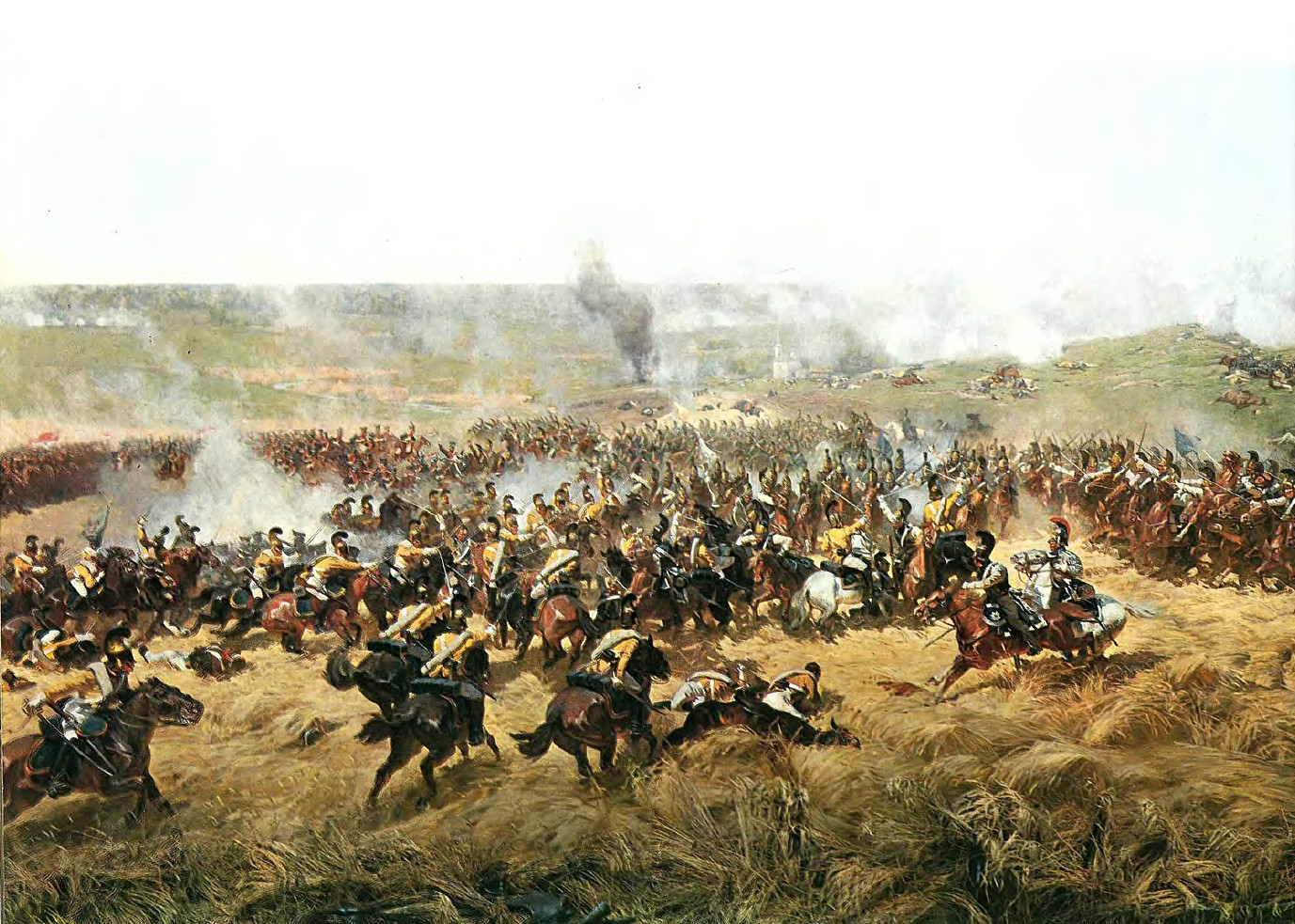
Les cuirassiers saxons de La Tour-Maubourg attaquent les cuirassiers russes. La redoute Raïevski se trouve à droite, dans la fumée. À l’arrière-plan, on distingue l’église de Borodino. Détail du Panorama de Borodino.

Pendant ce temps, Eugène de Beauharnais pénètre dans Borodino après de durs combats contre la Garde russe, et progresse vers la redoute principale. Cependant ses troupes perdent leur cohésion, et Eugène doit reculer sous les contre-attaques russes. Le général Delzons se place alors devant Borodino pour protéger le village. Au même moment, la division Morand progresse au nord de Semionovskoïe, tandis que les forces d’Eugène franchissent la Kalatcha en direction du sud. Eugène déploie alors une partie de son artillerie et commence à faire refluer les Russes derrière la redoute. Appuyés par l’artillerie d’Eugène, les divisions Morand et Broussier progressent et prennent le contrôle de la redoute. Barclay lui-même doit rallier le régiment Paskevitch en déroute. Koutouzov ordonne alors au général Iermolov de reprendre la redoute ; disposant de trois batteries d’artillerie, ce dernier ouvre le feu contre la redoute tandis que deux régiments de la Garde russe chargent la position. La redoute repasse alors aux mains des Russes.
L’artillerie d’Eugène continue à pilonner les Russes alors qu’au même moment, Ney et Davout canonnent les hauteurs de Semionovskoïe. Barclay envoie des renforts à Miloradovitch, qui défend la redoute tandis qu’au plus fort de la bataille, les subordonnés de Koutouzov prennent toutes les décisions pour lui : selon les écrits du colonel Clausewitz, le général russe semble être « en transe ». Avec la mort du général Koutaïsov, qui commandait l’artillerie russe, une partie des canons, situées à l’arrière des lignes russes, sont inutilisés, tandis que l’artillerie française fait des ravages dans les rangs russes.
À 14 heures, Napoléon ordonne un nouvel assaut contre la redoute. Les divisions Broussier, Morand et Gérard doivent charger la redoute, appuyés par la cavalerie légère de Chastel à droite et par le second corps de cavalerie de réserve à gauche. Le général Auguste de Caulaincourt ordonne aux cuirassiers de Wathier de mener l’attaque contre la redoute. Observant les préparatifs français, Barclay déplace alors ses troupes pour renforcer la position, mais elles sont canonnées par l’artillerie française. Caulaincourt mène personnellement la charge et parvient à enlever la redoute, mais il est tué par un boulet. La charge de Caulaincourt fait refluer la cavalerie russe qui tente de s’opposer à elle, tandis que la gauche, où Bagration a été mortellement blessé, et le centre russe, sévèrement mis à mal, donnent des signes de faiblesse. À ce moment, Murat, Davout et Ney pressent l’Empereur, qui dispose de la Garde impériale en réserve, de l’engager pour porter l’estocade finale à l’armée russe, mais celui-ci refuse. Quand ils lui demandent pourquoi il leur repond : « Ils vont me la démolir ».

### Fin de la bataille
Barclay demande alors à Koutouzov de nouvelles instructions, mais ce dernier se trouve sur la route de Moscou, entouré de jeunes nobles et leur promettant de chasser Napoléon. Toutefois, le général russe se doute bien que son armée est trop diminuée pour combattre les Français. Les Russes se retirent alors sur la ligne de crête située plus à l’est. Napoléon estime que la bataille reprendra le lendemain matin, mais Koutouzov, après avoir entendu l’avis de ses généraux, ordonne la retraite vers Moscou. La route de la « Ville sainte » est ouverte à la Grande Armée.

### Pertes
Les pertes sont très élevées dans les deux camps. La Grande Armée perd environ 30 000 hommes : selon P. Denniee, inspecteur aux revues de la Grande Armée, il y aurait eu 6 562 morts, dont 269 officiers, et 21 450 blessés. En revanche, selon l’historien Aristide Martinien, les Français perdent au total 1 928 officiers morts ou blessés, incluant 49 généraux. Les Russes perdent environ 44 000 hommes, morts ou blessés, dont 211 officiers morts et 1 180 blessés. vingt-quatre généraux russes furent blessés ou tués, dont Bagration qui meurt de ses blessures le 24 septembre et Toutchkov. Du côté français, le manque de ravitaillement, causé par l’allongement des lignes d’approvisionnement, pour les soldats valides fait que certains blessés meurent de faim ou de négligences dans les jours qui suivent la bataille.

## Conséquences
Les Français prirent Moscou (à 125 km) le 14 septembre. Le soir même, d’immenses incendies ravagent la ville. Les derniers feux seront éteints le 20 septembre au soir. Moscou, essentiellement construite en bois, est presque entièrement détruite. Privés de quartiers d'hiver et sans avoir reçu la capitulation russe, les Français sont obligés de quitter la ville le 18 octobre pour entamer une retraite catastrophique.
La bataille de la Moskova est considérée comme une victoire tactique française. Elle ouvre la voie de Moscou à Napoléon. Les pertes françaises, quoique très importantes, restent inférieures au nombre de morts et blessés russes.
Bien que la bataille ait été vue comme une victoire pour Napoléon, des historiens contemporains considèrent Borodino comme une victoire à la Pyrrhus. Murat et le vice-roi Eugène de Beauharnais, cités par Philippe de Ségur dans son Histoire de la Grande-Armée pendant l'année 1812, font état de l'inertie et de l'indécision de Napoléon pendant cette bataille, comme si son génie en avait été absent. En fait, l'Empereur aurait souffert d'une fièvre et de douleurs qui, en affectant sa santé, l'auraient privé de ses facultés habituelles de stratège extraordinaire. D'autres auteurs ont toutefois vivement contesté cette présentation, en particulier Gaspard Gourgaud, officier d'ordonnance de l'Empereur, et qui servit auprès de ce dernier durant toute la campagne de Russie.
L’Empire russe a aussi revendiqué la victoire, les troupes s’étant repliées en bon ordre. La Russie affirma sa revendication sur la victoire en nommant une classe de cuirassé classe Borodino à la fin du XIXe siècle. En 1949, l’URSS fonda la ville de Borodino dans le kraï de Krasnoïarsk, à la mémoire du village, fondé par les soldats du régiment Semyonovsky, participants à la guerre patriotique de 1812, qui ont honoré la mémoire de la guerre et de sa bataille principale, exilés en Sibérie après le soulèvement du régiment en 1820.

## Littérature

### Guerre et Paix
Dans Guerre et Paix, Léon Tolstoï détaille particulièrement cette bataille. Il compare l'armée française à une bête énorme et féroce, et Koutouzov à un chasseur habile qui décoche des flèches et puis s'enfuit ; la bête, obligée de le poursuivre dans un milieu aride où elle ne trouve pas de quoi se sustenter, finit par succomber à la perte de sang par ses blessures.

« L'invasion française, semblable à une bête fauve qui a rompu sa chaîne, venait de recevoir dans le flanc une blessure mortelle ; elle sentait qu'elle courait à sa perte ; mais l'impulsion était donnée, et, coûte que coûte, elle devait atteindre Moscou ! Là, à Moscou, toute saignante encore de ses plaies de Borodino, ces nouveaux efforts devaient fatalement aboutir à la fuite de Napoléon, à sa retraite par le même chemin, à la perte presque totale des cinq cent mille hommes qui l'avaient suivi, et à l'anéantissement de la France napoléonienne, sur qui s'était appesantie, à Borodino même, la main d'un adversaire dont la force morale était supérieure !
...
Le service rendu par Koutouzov ne consistait pas dans une manœuvre de génie, mais bien dans l'intelligence du fait accompli. Lui seul attribuait à l'inaction des Français son importance réelle ; lui seul soutenait que la bataille de Borodino avait été une victoire ; lui seul, qui, par sa position de commandant en chef, semblait être appelé à prendre l'offensive, faisait tout, au contraire, pour empêcher l'armée russe de dépenser inutilement ses forces dans des combats stériles.
...
La bête fauve, blessée à mort à Borodino, se trouvait encore là où le chasseur l'avait laissée. Était-elle épuisée ? Était-elle encore vivante ? Le chasseur l'ignorait. Mais tout à coup elle poussa un gémissement qui trahit sa situation sans issue, et ce cri de désespoir fut l'envoi de Lauriston au camp de Koutouzov.
...
Je serais maudit par la postérité si l'on me regardait comme le premier moteur d'un accommodement quelconque. Tel est l'esprit actuel de ma nation, répondit Koutouzov, et il continua à faire tout ce qui dépendait de lui pour diriger la retraite de ses troupes. »

— Guerre et Paix, tome III, chapitre premier : « Borodino - Les Français à Moscou »

### Balzac
Dans Le Médecin de campagne d’Honoré de Balzac, Goguelat, ancien soldat de Napoléon, raconte dans une grange, à la veillée, les moments les plus violents de la bataille de la Moskova. Ces récits considérés comme des contes et légendes ont d’ailleurs été publiés séparément dans deux revues.

## Musique
En 1880, le compositeur romantique russe Piotr Tchaïkovski compose l'ouverture 1812, une pièce symphonique descriptive de quinze minutes qui raconte, 68 ans après l'événement, l'histoire de la bataille de la Moskova ou bataille de Borodino entre l'armée française de Napoléon et l'armée russe qui eut lieu en Russie en 1812. Cette œuvre a été écrite pour célébrer la victoire des russes. On y entend des chants populaires russes interprétés par des instruments, des extraits de la Marseillaise, des marches militaires, des bruitages intégrés à l'orchestre (des coups de canons imitant la bataille) et des volées de cloches d'église qui évoquent la liesse populaire lors de la victoire russe. L'œuvre, selon l'expression du compositeur lui-même, est « explosive et tapageuse », notamment le final, à cause des coups de canons et des cloches assourdissantes, doublées de puissantes sonneries de cuivres. En salle de concert, les canons sont remplacés par de mini charges explosives. Ceci fait de l'ouverture 1812 un des morceaux les plus emblématiques de la puissance orchestrale.
C'est cependant Sergueï Prokofiev qui composera l'évocation musicale la plus marquante de cet épisode militaire. En effet son opéra Guerre et Paix (inspiré du roman de Tolstoï) laisse une large place à cette bataille (quasiment toute la deuxième moitié de l’œuvre). L'invasion de l'URSS par les troupes allemandes pendant la Seconde Guerre mondiale avait motivé Prokofiev à composer cette vaste fresque épique dans laquelle l'envahisseur (la Grande Armée napoléonienne) était dépeint de façon peu flatteuse : on y voit un Napoléon hésitant, perdu devant gérer une armée à la fois désorganisée et bureaucratique.

## Illustrations

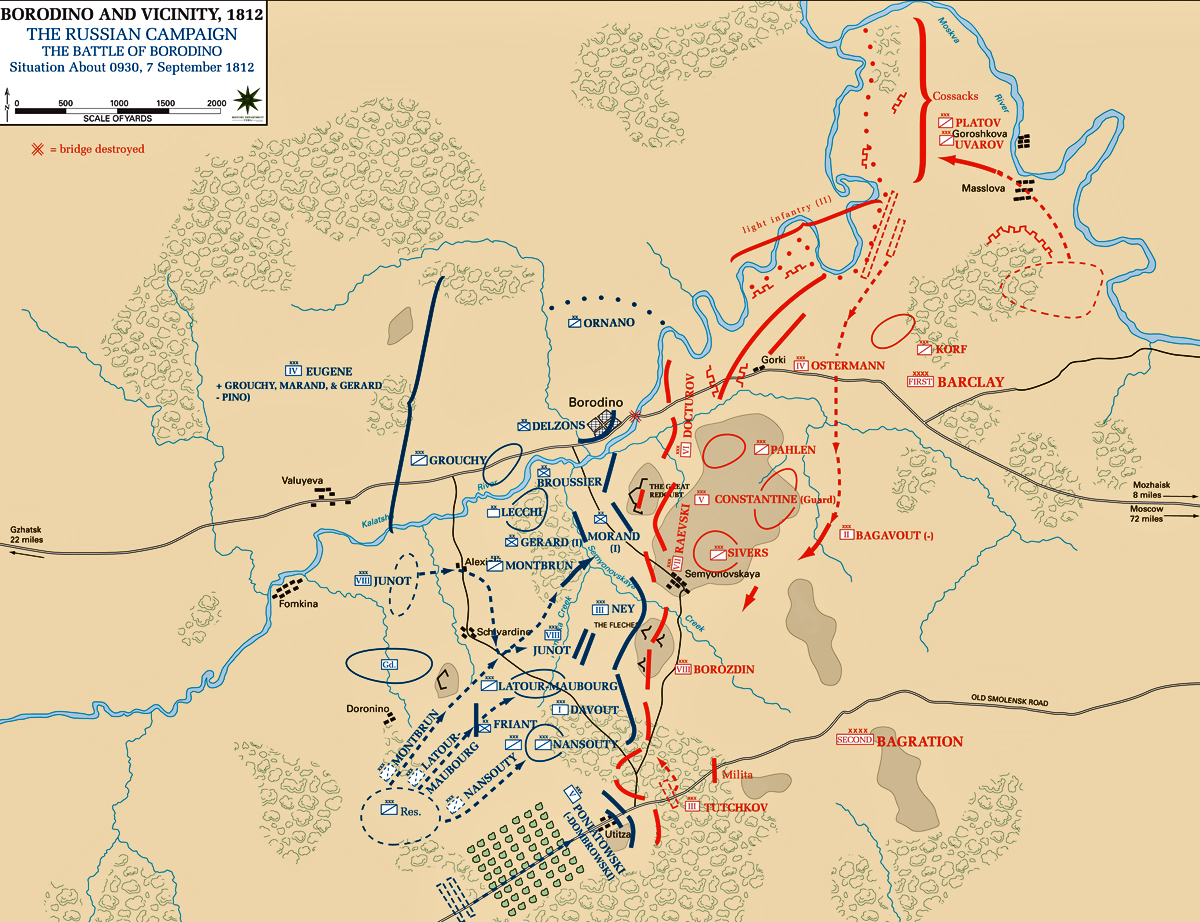
Disposition des troupes lors de la bataille de Moskova.
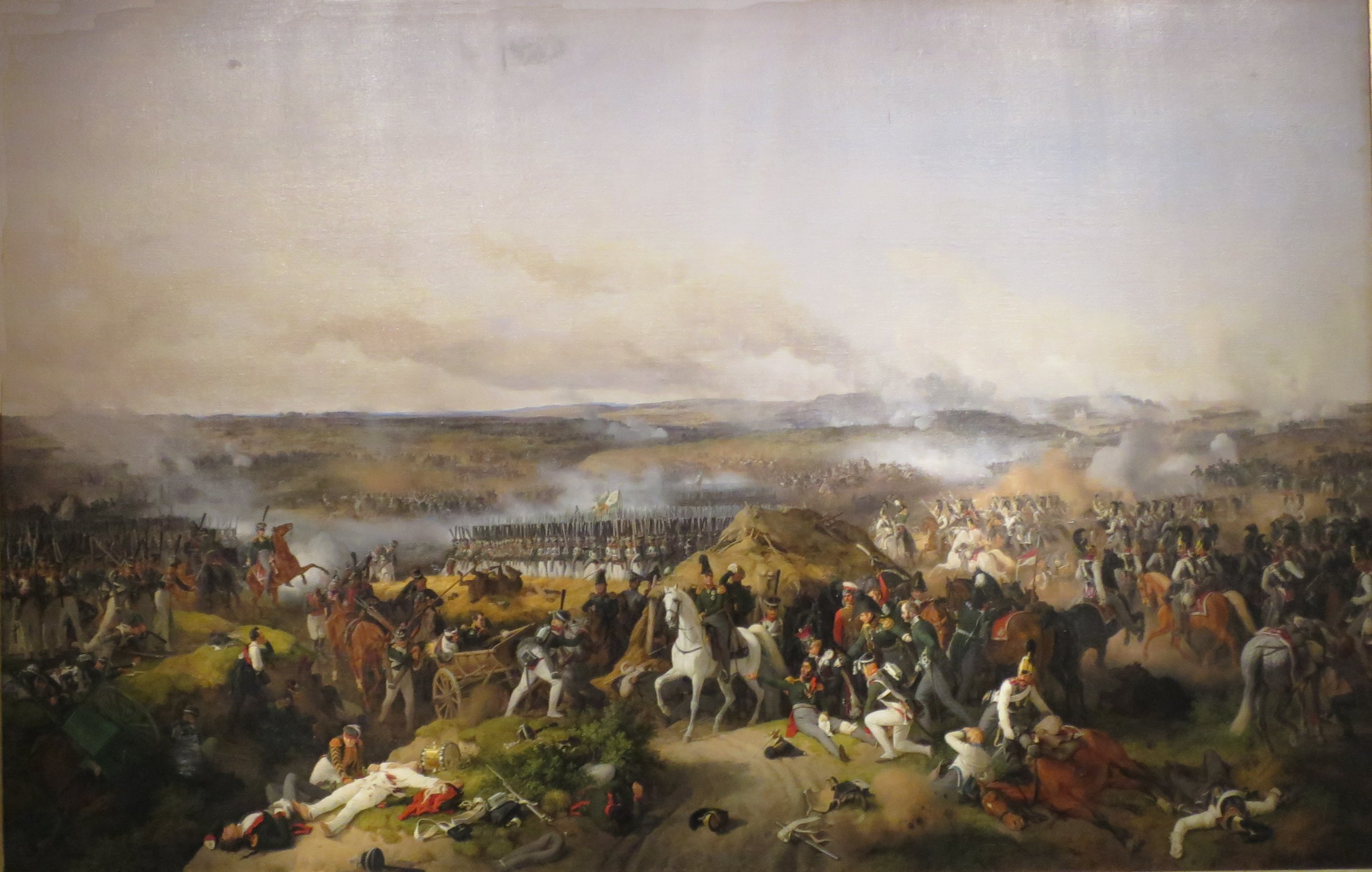
La bataille de Borodino de Peter von Hess.

## Monuments

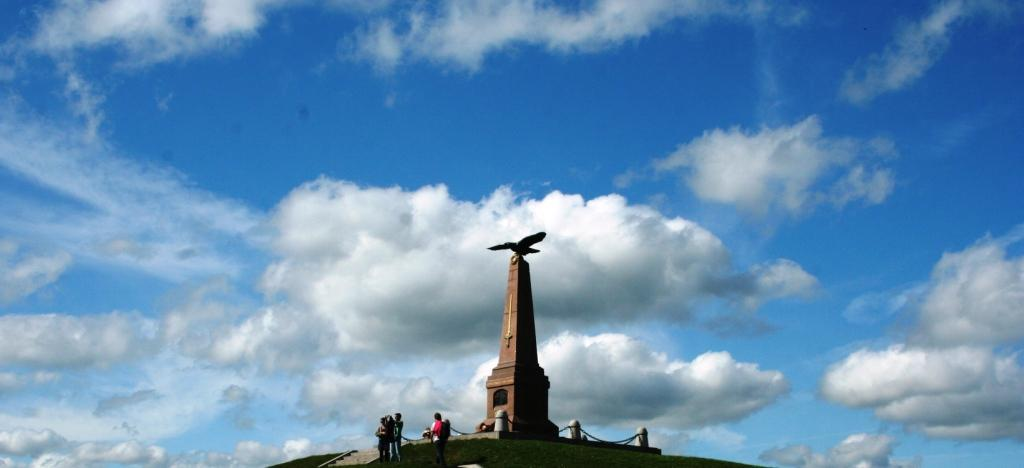
Monument sur l’emplacement du quartier général de Koutouzov.

Après la guerre, un monument a été érigé sur le site, à l’emplacement du quartier général de Koutouzov.

## Autre bataille
Une autre bataille de Borodino eut lieu en octobre 1941.